# Анапа (аеропорт)
Міжнародний аеропорт «Витязево» (IATA: AAQ, ICAO: URKA) — аеропорт спільного базування, поблизу с. Витязево Краснодарського краю за 15 кілометрів на північний захід від Анапи. Цивільний міжнародний аеропорт федерального значення м. Анапа закритий з 24 лютого 2022. З початку повномасштабного вторгнення РФ в Україну спостерігається використання аеродрому як військової авіабази для підтримки війни з Україною.

## Аеропорт
Аеропорт обслуговує місто-курорт Анапа, міста Новоросійськ і Темрюк із загальним постійним населенням понад 400 тис. осіб. Великий вузол авіаліній на півдні Росії.
Експлуатантом аеропорту є ВАТ «Аэропо́рт Ана́па». Входить в авіаційний холдинг Basic Element (company). Найбільша злітна вага повітряного судна 150 т.
Аеропорт є хабом для:
- Pobeda[en]
- Yamal Airlines

Аеропорт входить у 20 провідних аеропортів Російської Федерації і 5 місце за темпами поширення пасажиропотоку. Його відзначено головною всеросійською премією «Російський національний олімп» за внесок в історичний розвиток РФ в номінації «Видатні підприємства середнього малого бізнесу».

### Авіалінії та напрямки, листопад 2020
| Авіакомпанія          | Пункт призначення                                                                         |
| --------------------- | ----------------------------------------------------------------------------------------- |
| Aeroflot              | Москва-Шереметьєво                                                                        |
| Armenia Airways       | Єреван                                                                                    |
| IrAero                | Москва-Жуковський                                                                         |
| NordStar              | Сезонні: Москва-Домодєдово                                                                |
| Onur Air              | Стамбул                                                                                   |
| Pobeda                | Сезонні: Новосибірськ, Санкт-Петербург                                                    |
| Rossiya               | Сезонні: Санкт-Петербург                                                                  |
| RusLine               | Сезонні: Воронеж                                                                          |
| S7 Airlines           | Москва-Домодєдово Сезонні: Новосибірськ                                                   |
| Severstal Air Company | Петрозаводськ                                                                             |
| Smartavia             | Сезонний: Нижній Новгород                                                                 |
| Ural Airlines         | Ош, Ташкент, Єреван Сезонні: Чебоксари, Калінінград, Нижній Новгород                      |
| Utair                 | Сезонні: Ханти-Мансійськ, Москва-Внуково, Нижньовартовськ, Сургут, Сиктивкар, Тюмень, Уфа |

### Пасажирообіг

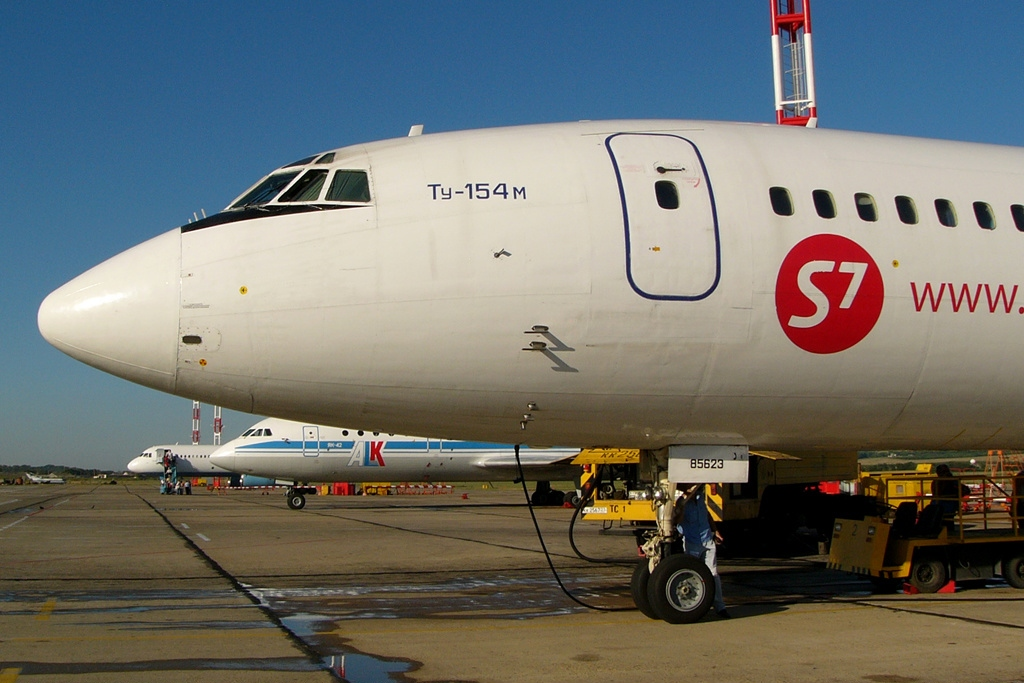
S7 Airlines Tupolev Tu-154M parked at Anapa Airport.

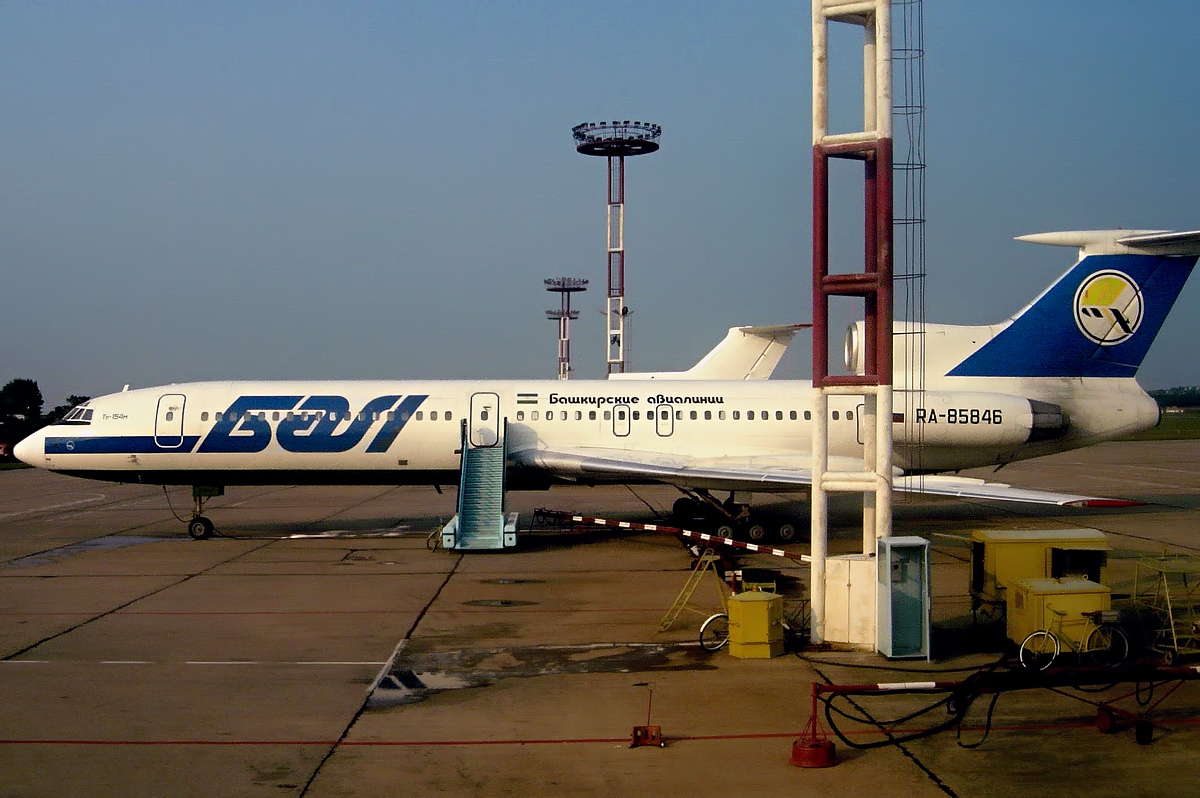
BAL Bashkirian Airlines Tupolev Tu-154M parked at Anapa Airport.

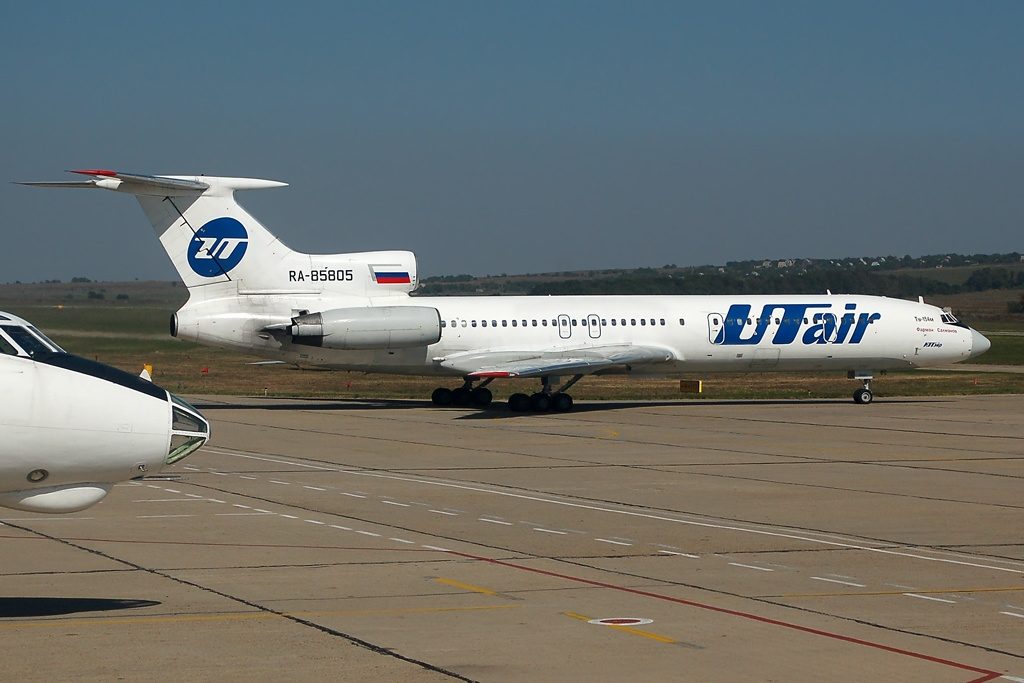
UTair Tupolev Tu-154M taxiing Anapa Airport.

| 2005  | 2006 | 2006  | 2007 | 2007  | 2008 | 2008  | 2009 | 2009  | 2010 | 2010  | 2011 | 2011  | 2012 | 2012  | 2013 | 2013  | 2014 | 2014  | 2015 | 2015  | 2016 | 2016  | 2017 | 2017  |
| ----- | ---- | ----- | ---- | ----- | ---- | ----- | ---- | ----- | ---- | ----- | ---- | ----- | ---- | ----- | ---- | ----- | ---- | ----- | ---- | ----- | ---- | ----- | ---- | ----- |
| 0,504 | ▲    | 0,539 | ▲    | 0,617 | ▼    | 0,576 | ▼    | 0,511 | ▲    | 0,577 | ▼    | 0,523 | ▲    | 0,587 | ▲    | 0,740 | ▲    | 1,012 | ▲    | 1,180 | ▲    | 1,418 | ▼    | 1,364 |

## Авіабаза

### 709-й центр підготовки космонавтів
З 1977 в Анапі діяв секретний спеціальний центр №709 з підготовки космонавтів. Причиною було унікальне розташування Анапи. Анапський район, що має вісім типів ландшафту, був ідеальним місцем для підготовки рятувальників та професіоналів з питань виживання. Заняття з льотчиками проводилися на морі, в горах та в умовах гірничо-лісистої місцевості, де вони вчилися орієнтуватися на місцевості, долати скелі, надавати першу медичну допомогу, використовуючи природні матеріали, проходили курси рукопашного бою та поводження з різними видами стрілецької зброї в екстремальних умовах. Особливістю підготовки в центрі була можливість відпрацьовувати десантування із виконанням парашутних стрибків на воду.
Метою була підготовка військовослужбовців до виживання при типовому сценарії коли літальний апарат зазнає аварії, внаслідок падіння льотчики опиняються у незнайомій місцевості. Їхнє головне завдання — сховатися від ворога, а якщо знадобиться, то відбити його напад, і зуміти вижити протягом кількох днів у лісі до приходу допомоги

### Російсько-українська війна
Ще до початку повномасштабного вторгнення, у 2017, на аеродромі спільного базування «Вітязєво» військові будівельники завершили будівництво об'єктів військової інфраструктури – майданчиків для технічної стоянки літаків, приміщень для повноцінного відпочинку екіпажів, ескадрильно-технічного будинку та інженерних мереж, комплексу зв'язку «Сарафан» та повноцінних диспетчерських та метеопунктів. Метою було розширення аеродрому, щоб мати можливість приймати на стоянку до 18 важких транспортників Іл-76.
В липні 2022 фіксувались перельоти військово-транспортних Іл-76 з аеропорту «Вітязєво»  на військову авіабазу Мачулищі.
У 2023 в аеропорту «Вітязєво» супутникові знімки зафіксували літак далекого радіолокаційного виявлення та управління А-50 (створений на базі військово-транспортного Іл-76).